# Stadion Rujevica
Das Stadion Rujevica ist ein Fußballstadion in der kroatischen Stadt Rijeka. Die Sportstätte der UEFA-Stadionkategorie 3 bietet auf ihren Rängen 8279 Sitzplätze.

## Geschichte
Am 15. September 2014 begannen die Arbeiten für das Stadion Rujevica und dem dazugehörigen Trainingszentrum mit einer Fläche von 70.000 m² für 19 Millionen Euro. Das Stadion Rujevica ist bis zur Fertigstellung des Neubaus des Stadion Kantrida übergangsweise die Spielstätte des HNK Rijeka. Wenn das Stadion Kantrida fertiggestellt ist, wird das Stadion Rujevica zum Training und als Spielstätte der unteren Mannschaften des Vereins weiter genutzt. In weniger als einem Jahr war der Stadionbau abgeschlossen. Am 28. Juli 2015 erhielt der Verein die Nutzungserlaubnis und zwei Tage später war die Eröffnung. Die Haupttribüne im Westen ist für die Heimfans vorgesehen und verfügt über Logen und eine Pressetribüne. Die unüberdachte Osttribüne beherbergt die Gästefans. Hinzu kommt ein kleiner Rang mit drei Sitzreihen hinter dem Tor im Süden. Es erfüllt die Anforderungen der UEFA. Das erste Spiel fand am 2. August 2015 zwischen dem HNK Rijeka und dem NK Lokomotiva Zagreb (3:1) statt. Das erste Tor im Stadion erzielte Marin Leovac zur 1:0-Führung der Hausherren.